# Хамефиты
Хамефиты, сокр. Ch (от греч. chamai на земле и …фит) — одна из пяти основных типов жизненных форм растений, согласно систематике экологических условий, в которых сформировалась растительность.
Хамефиты классифицируются тем, что у них почки и концевые побеги для перенесения неблагоприятного периода возобновляются на побегах, лежащих на поверхности земли или расположенных близко к ней, не выше 20-30 см. Возможна дальнейшая классификация: Кристен Раункиер эту жизненную форму подразделил на 4 подтипа: полукустарники, пассивные хамефиты, активные хамефиты и растения-подушки.
В умеренных широтах побеги этих растений зимуют под снегом и не отмирают. В более тёплых широтах побеги частично закрывают отмершие остатки растений, лежащие на поверхности земли. 
К хамефитам относимы такие травянистые растения и кустарнички, как багульник простертый, Букашник многолетний, Улекс малый, Стальник колючий, Карагана скифская, Dibrachionostylus, Ракитник Вульфа, черника, линнея северная, брусника, морошка, дерен канадский Молодило горное.